# Hydraena sahlbergi
Hydraena sahlbergi är en skalbaggsart som beskrevs av Armand D'Orchymont 1923. Hydraena sahlbergi ingår i släktet Hydraena och familjen vattenbrynsbaggar. Inga underarter finns listade i Catalogue of Life.